# Marc Quinn

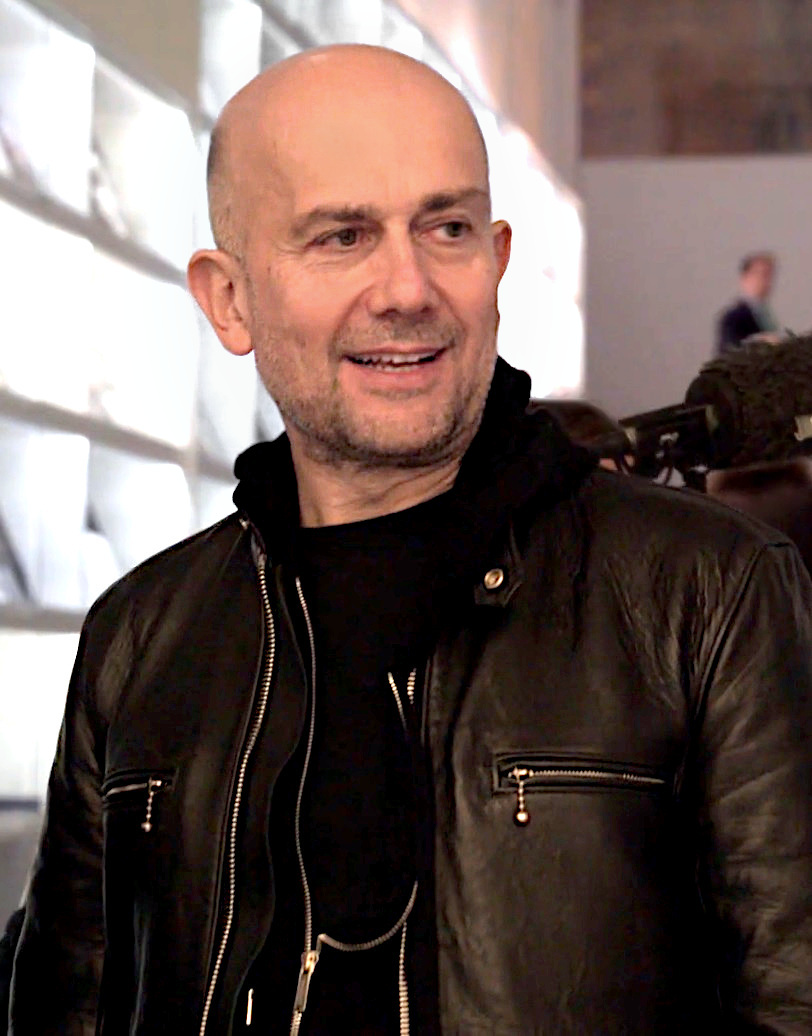
Marc Quinn en 2017.

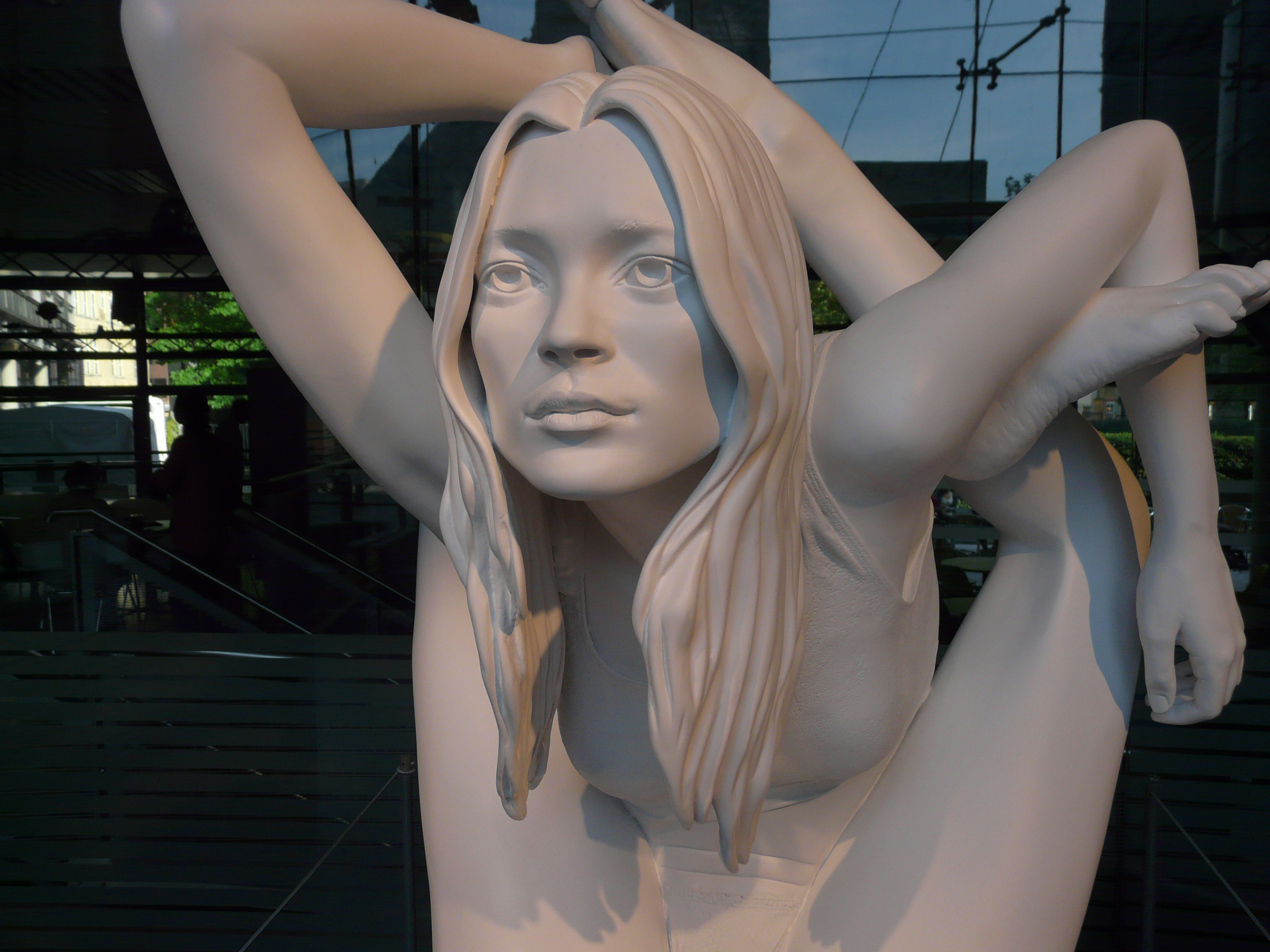
"Sphinx", escultura de Marc Quinn.

Marc Quinn (Londres, 8 de enero de 1964) es un artista visual contemporáneo británico. Su trabajo incluye escultura, instalación y pintura. Quinn explora "lo que es ser humano en el mundo de hoy", a través de asuntos como el cuerpo, genética, identidad, medio ambiente y media. Su trabajo utiliza materiales como el sangre, pan y flores, mármol y acero inoxidable. Quinn fue tema de exposiciones individuales en el Museo de Sir John Soane, en la Tate Modern, en la National Portrait Gallery, en Londres, en la Fundación Beyeler, en la Fondazione Prada y en la South London Gallery. El artista fue un miembro notable del movimiento de los Young British Artists, revelado en la década de 1990. Quinn vive y trabaja en Londres.
Quinn es celebrado internacionalmente. Una de sus obras más conocidas fue la comisión por la primera edición del Cuarto Plinto en la Trafalgar Square en 2004, por la cual exhibió su escultura Alison Lapper Embarazada. La serie de auto-retratos de Quinn, hecha con su propia sangre, Self (1991-presente) fue sujeta a una retrospectiva en la Fundación Beyeler en 2009.

## Vida y carrera
Quinn nació en Londres, de madre francesa y padre británico. Él pasó sus primeros años en París, donde su padre era un físico trabajando. Quinn recuerda una fascinación precoz por los instrumentos científicos en el laboratorio de su padre, en particular relojes atómicos.  Quinn estudió historia e historia del arte en el Robinson College, en Cambridge.
En el inicio de la década de 1990, Quinn fue el primero artista a ser representado por el galerista Jay Jopling. El artista hizo su primera exposición con Jopling en 1991, exhibiendo Self (1991), un auto-retrato congelado hecho de nueve litros de sangre del artista. Durante los años 90, Quinn y varios compañeros fueron identificados por su abordaje radical al hacer y experimentar el arte. En 1992, el grupo fue llamado de 'Young British Artists' por el escritor Michael Corris en la Artforum.
En 1995, tuvo una exposición individual en la Tate Britain, donde nuevas esculturas fueron mostradas como parte de la serie Art Now. En 1997, su célebre trabajo Self (1991), fue exhibido en la Royal Academy of Arts, de Londres para la exposición Sensation. El Self de Quinn, juntamente con los trabajos de Sarah Lucas y Damien Hirst, ya eran distinguidos entre el público británico. La exposición recibió amplia atención de los medios y tuvo un número récord de visitantes para una exposición de arte contemporáneo.
En 2004, fue premiado con la primera comisión de siempre para realizar una obra para el cuarto plinto de la Trafalgar Square de Londres, para lo cual produjo una escultura en mármol representando la artista embarazada con deficiencia, Alison Lapper.
En 2006, el Museo de Arte Contemporáneo de Roma presentó las obras de Quinn en una exposición individual enfocada en su más reciente escultura figurativa, y en 2009, la Fundación Beyeler, en Berna, presentó una exposición individual de la serie continua de Marc Quinn, Self, incluyendo todas las esculturas de 1991 a 2006.
En 2012, Quinn fue contratado para producir una obra monumental para la ceremonia de apertura de los Juegos Paralímpicos en los Juegos Olímpicos de Londres 2012, para la cual  realizó Breath, una escultura monumental de Alison Lapper suspensa por el aire. En 2013, Quinn presentó una exposición individual por ocasión de la 55.ª Bienal de Venecia, en la Fundación Giorgio Cini, Venecia, con curadoria de Germano Celant.
La primera monografía de Quinn Memory Box, de Germano Celant, fue publicada en 2013. Un documental sobre la vida y obra de Quinn, Making Waves, fue lanzado en 2014, producido y realizado por Gerry Fox.
En 2017, Marc Quinn realizó una gran exposición en el Museo Sir John Soane, en Londres. La exposición fue la primera de una nueva serie de colaboraciones con artistas, designers y arquitectos contemporáneos, que, inspirados en el espíritu de John Soane, buscaron dar vida a la colección de maneras innovadoras.

## Obras
Los primeros trabajos de Quinn estaban preocupados con cuestiones de corporalidad, decadencia y preservación. Él experimentó materiales orgánicos y degradables, incluyendo pan, sangre, plomo, flores y escultura e instalación para producción de ADN, produciendo Esculturas en Pan (1988), Self (1991), Desintoxicación emocional (1995), Jardín (2000) y Retrato de ADN de John Sulston (2001). Los años 2000, comenzó a concentrarse en el uso de mármol, bronce y cemento. El artista exploró el cuerpo y sus extremos a través de las lentes de materiales clásicos y urbanos. Los trabajos incluyeron The Complete Marbles (1999 - 2005), Alison Lapper Pregnant (2004), Evolution (2005 - 2009) y Planet (2008). Desde 2010, trabaja con metales, incluyendo acero inoxidable, aluminio, tintas para grafite, detritos encontrados a la riba-mar, tapiz y pintura, como observado en The History Paintings (2009-presente) y The Toxic Sublime (2014-presente).

## Colecciones públicas
Quinn está representando en algunos de los principales museos del mundo, como la Tate Modern, en Londres, la National Portrait Gallery, en Londres, y el Museo Colección Berardo, en Lisboa.